# Kroya (Panguragan)
Kroya is een bestuurslaag in het regentschap Cirebon van de provincie West-Java, Indonesië. Kroya telt 3696 inwoners (volkstelling 2010).